# Richard Huelsenbeck
Richard Huelsenbeck (23 aprile 1892 – 20 aprile 1974) è stato uno scrittore tedesco, massimo esponente del Dadaismo in letteratura.

## Biografia
Nel 1918 fu l'autore del manifesto dadaista, firmato da tutti i maggiori esponenti del movimento, sia artistico, che letterario che di pensiero.

## Opere
- Phantastische Gebete. (1916)

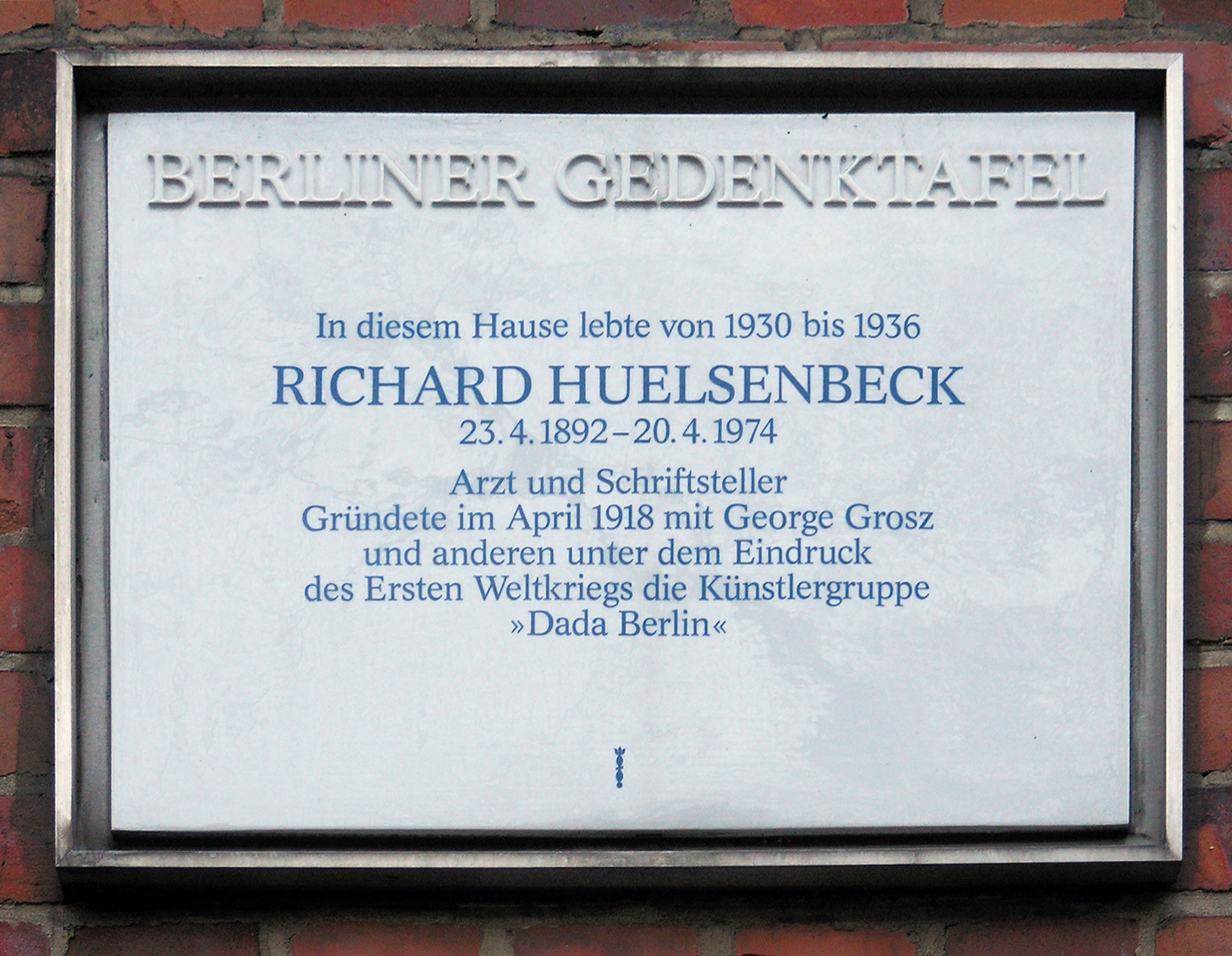
Targa commemorativa posta alla memoria di Richard Huelsenbeck

- Schalaben, Schalomai, Schalamezomai. (1916)
- Azteken oder die Knallbude. (1918)
- Die Verwandlungen. (1918)
- Doctor Billig am Ende. (1920)
- En avant Dada. (1920)
- Dada siegt. (1920)
- Deutschland muß untergehen. (1920)
- Deutschland muß untergehen. Erinnerungen. (1920)
- Die freie Straße. Aufsätze und Manifeste. (1921)
- Der Sprung nach Osten. Bericht einer Frachtdampferfahrt nach Japan, China und Indien. (1928)
- China frißt Menschen. (1930)
- Warum lacht Frau Balsam. (1932)
- Der Traum vom großen Glück. (1933)
- Die New Yorker Kantaten. (1951)
- Die Antwort der Tiefe. (1954)
- Sexualität und Persönlichkeit. (1954)
- Dada Manifesto. (1957)
- Mit Witz, Licht und Grütze. (1957) (Autobiographie)
- Die Geburt des Dada. (1957), con Hans Arp e Tristan Tzara
- Dada. Eine literarische Dokumentation. (Herausgeber, 1964)